# Pseudochariesthes superba
Pseudochariesthes superba är en skalbaggsart som beskrevs av Stefan von Breuning 1962. Pseudochariesthes superba ingår i släktet Pseudochariesthes och familjen långhorningar. Inga underarter finns listade i Catalogue of Life.